# Padmini (attrice)
Padmini Ramachandran, nota solo come Padmini  (Thiruvananthapuram, 12 giugno 1932 – Chennai, 24 settembre 2006), è stata un'attrice indiana.
Ha recitato dal 1947 al 1979 e dal 1984 al 1994, prendendo parte a film in diverse lingue come tamil, hindi, malayalam, telugu e russa. Con le due sorelle Lalitha (1930-1982) e Ragini (1937-1976) erano globalmente soprannominate "Travancore sisters".

## Premi
- Certificate of merit for Veerapandiya Kattabomman in the Afro-Asian film festival (1960)
- "Best actress award" – Film Fans Association (1954, 1959, 1961, 1966)
- 1958 – Kalaimamani award from the Government of Madras State
- 1957 – The "Best Classical Dancer Award" from Moscow Youth Festival
- 1966 – Filmfare Award – Best Supporting Actress (Kaajal)
- 1990 – Filmfare Lifetime Achievement Award – South
- 1970 – Tamil Nadu State Film Award – Best Actress (Thillaanaa Mohanambal)
- 2000 – Tamil Nadu State Film Honorary Award – Kalaivanar Award